# Curling-Weltmeisterschaft der Damen 1983
Die Curling-Weltmeisterschaft der Damen 1983 (offiziell: Pioneer Life World Women’s Curling Championship 1983) war die 5. Austragung der Welttitelkämpfe im Curling der Damen. Das Turnier fand vom 4. bis 9. April des Jahres in der kanadischen Stadt Moose Jaw, Provinz Saskatchewan in der Moose Jaw Arena statt.
Im Finale setzte sich die Schweiz überlegen mit 18:3 gegen Norwegen durch und feierte nach 1979 ihren zweiten Gewinn des Titels.
Gespielt wurde ein Rundenturnier (Round Robin), was bedeutet, dass Jeder gegen jeden antritt.

## Teilnehmende Nationen
| Dänemark | Frankreich | Italien | Kanada | Norwegen |
| --- | --- | --- | --- | --- |
| Hvidovre CC, Hvidovre Fourth: Jane Bidstrup Skip: Iben Larsen Second: Marj-Brit Rejnholdt-Christiensen Lead: Kirsten Hur | Mont d’Arbois CC, Megève Fourth: Huguette Julien Third: Agnes Mercier Skip: Paulette Sulpice Lead: Monique Tournier   | Cortina CC, Cortina d’Ampezzo Skip: Maria-Grazzia Constantini Third: Ann Lacedelli Second: Nella Alvera Lead: Angela Constantini | Halifax CC, Halifax Skip: Penny LaRocque Third: Sharon Home Second: Cathy Caudle Lead: Pam Sanford             | Trondheim CC, Trondheim Skip: Eva Vanvik Third: Åse Vanvik Second: Alvhild Fugelmo Lead: Cathrine Hannevig   |
| Österreich | Schottland | Schweden | Schweiz | Vereinigte Staaten                                                                                           |
| Kitzbühel CC, Kitzbühel Fourth: Marianne Gartner Skip: Edeltraud Koudelka Second: Monika Hölzl Lead: Herta Kuchenmeister | Airleywight Ladies CC, Perth Skip: Hazel McGregor Third: Jane Ramsey Second: Betty McGregor Lead: Billie-May Muirhead | Falu CC, Falun Skip: Anneli Burman Third: Brita Lindholm Second: Mait Bjurström Lead: Katarina Lässker                           | Bern Egghölzi Damen CC, Bern Skip: Erika Müller Third: Barbara Meyer Second: Barbara Meier Lead: Cristina Wirz | Granidears CC, Seattle Skip: Nancy Langley Third: Dolores Campbell Second: Nancy Wallace Lead: Leslie Frosch |

## Tabelle der Round Robin
| Schlüssel | Schlüssel                      |
| --------- | ------------------------------ |
|           | Qualifiziert für die Play-offs |
|           | Tie-Breaker                    |

| Platz | Team               | Spiele | Siege | Ndlg. |
| ----- | ------------------ | ------ | ----- | ----- |
| 1.    | Schweiz            | 9      | 8     | 1     |
| 2.    | Kanada             | 9      | 7     | 2     |
| 3.    | Norwegen           | 9      | 6     | 3     |
| 4.    | Schweden           | 9      | 5     | 4     |
| 5.    | Frankreich         | 9      | 5     | 4     |
| 6.    | Schottland         | 9      | 4     | 5     |
| 7.    | Dänemark           | 9      | 4     | 5     |
| 8.    | Vereinigte Staaten | 9      | 4     | 5     |
| 9.    | Italien            | 9      | 2     | 7     |
| 10.   | Österreich         | 9      | 0     | 9     |

## Ergebnisse der Round Robin

### Runde 1
| Begegnung                    | Resultat |
| ---------------------------- | -------- |
| Italien – Frankreich         | 4:8      |
| Schweden – Österreich        | 11:1     |
| Kanada – Norwegen            | 10:8     |
| Schottland – Dänemark        | 9:2      |
| Vereinigte Staaten – Schweiz | 9:17     |

### Runde 2
| Begegnung                     | Resultat |
| ----------------------------- | -------- |
| Vereinigte Staaten – Schweden | 6:4      |
| Norwegen – Schweiz            | 3:12     |
| Italien – Schottland          | 2:8      |
| Kanada – Frankreich           | 10:1     |
| Österreich – Dänemark         | 7:10     |

### Runde 3
| Begegnung                       | Resultat |
| ------------------------------- | -------- |
| Dänemark – Schweiz              | 5:8      |
| Frankreich – Schottland         | 8:6      |
| Österreich – Vereinigte Staaten | 1:14     |
| Norwegen – Italien              | 9:5      |
| Kanada – Schweden               | 11:6     |

### Runde 4
| Begegnung                     | Resultat |
| ----------------------------- | -------- |
| Frankreich – Österreich       | 9:7      |
| Kanada – Italien              | 9:1      |
| Schweden – Schweiz            | 8:4      |
| Dänemark – Vereinigte Staaten | 10:4     |
| Schottland – Norwegen         | 8:9      |

### Runde 5
| Begegnung                   | Resultat |          |
| --------------------------- | -------- | -------- |
| Kanada – Vereinigte Staaten | 8:5      |          |
| Österreich – Norwegen       | 5:13     | Resultat |
| Frankreich – Dänemark       | 10:5     |          |
| Schweden – Schottland       | 8:5      |          |
| Schweiz – Italien           | 10:6     |          |

### Runde 6
| Begegnung                       | Resultat |
| ------------------------------- | -------- |
| Schweiz – Schottland            | 7:6      |
| Italien – Dänemark              | 5:10     |
| Norwegen – Schweden             | 7:6      |
| Österreich – Kanada             | 1:9      |
| Frankreich – Vereinigte Staaten | 7:8      |

### Runde 7
| Begegnung                     | Resultat |
| ----------------------------- | -------- |
| Schweden – Italien            | 10:1     |
| Schweiz – Frankreich          | 11:3     |
| Schottland – Österreich       | 9:4      |
| Vereinigte Staaten – Norwegen | 7:6      |
| Dänemark – Kanada             | 9:5      |

### Runde 8
| Begegnung                       | Resultat |
| ------------------------------- | -------- |
| Norwegen – Dänemark             | 9:7      |
| Schottland – Vereinigte Staaten | 9:5      |
| Schweiz – Kanada                | 5:3      |
| Frankreich – Schweden           | 7:5      |
| Italien – Österreich            | 8:4      |

### Runde 9
| Begegnung                    | Resultat |
| ---------------------------- | -------- |
| Kanada – Schottland          | 5:4      |
| Schweden – Dänemark          | 9:3      |
| Italien – Vereinigte Staaten | 9:5      |
| Schweiz – Österreich         | 12:5     |
| Norwegen – Frankreich        | 8:5      |

## Tie-Breaker
| Begegnung             | Resultat |
| --------------------- | -------- |
| Schweden – Frankreich | 11:4     |

## Play-off

### Turnierbaum
|  | Halbfinale | Halbfinale | Halbfinale |  |  | Finale | Finale   | Finale |
|  |            |            |            |  |  |        |          |        |
|  |            |            |            |  |  |        |          |        |
|  | 1          | Schweiz    | 12         |  |  |        |          |        |
|  | 4          | Schweden   | 10         |  |  |        |          |        |
|  |            |            |            |  |  | 1      | Schweiz  | 18     |
|  |            |            |            |  |  | 3      | Norwegen | 3      |
|  | 2          | Kanada     | 3          |  |  |        |          |        |
|  | 3          | Norwegen   | 6          |  |  |        |          |        |
|  |            |            |            |  |  |        |          |        |

### Halbfinale
| Begegnung          | Resultat |
| ------------------ | -------- |
| Schweiz – Schweden | 12:10    |
| Kanada – Norwegen  | 3:6      |

### Finale
| Begegnung          | Resultat |
| ------------------ | -------- |
| Schweiz – Norwegen | 18:3     |

## Endstand
| Platz | Land               |
| ----- | ------------------ |
| 1     | Schweiz            |
| 2     | Norwegen           |
| 3     | Kanada             |
| 4     | Schweden           |
| 5     | Frankreich         |
| 6     | Schottland         |
| 7     | Dänemark           |
| 8     | Vereinigte Staaten |
| 9     | Italien            |
| 10    | Österreich         |